# Quan Sơn Hồ
Quan Sơn Hồ (giản thể: 观山湖区; phồn thể: 觀山湖區; bính âm: Guānshānhú Qū), trước là tân khu Kim Dương, là một khu thuộc thành phố Quý Dương, tỉnh Quý Châu, Trung Quốc. Quan Sơn Hồ đông tựa vào dãy núi Kiềm Linh, tây liền với dãy núi Bách Hoa. Quan Sơn Hồ nằm ở tây bắc khu vực đô thị của Quý Dương, trên vùng cao nguyên với các ngọn đồi cao 1.400 mét. Do là khu vực đô thị mới của thành phố, kinh tế Quan Sơn Hồ tập trung vào các ngành dịch vụ công, tài chính, bất động sản, công nghệ cao, giao thông vận tải, hàng không và dịch vụ thương mại. Từ năm 2006, Quan Sơn Hồ là nơi đặt trụ sở của chính quyền và Thị ủy Quý Dương. Từ năm 2004 đến 2008, dân số Quan Sơn Hồ tăng từ 70.000 đến 180.000 người, đến cuối năm 2012 đạt khoảng 220.000 cư dân, và dự kiến sẽ tiếp tục tăng lên trong những năm sau đó.